# Politique étrangère de la Suède
La politique étrangère de la Suède désigne l'ensemble des liens diplomatiques entretenus par le royaume de Suède depuis la création de son ministère des Affaires étrangères en 1791. Entre 1814, la Suède fusionne avec la Norvège, formant les royaumes unis de Suède et de Norvège, qui prend fin lors de sa dissolution en 1905.
Depuis le début du XXe siècle, celle-ci consiste essentiellement en l'affirmation de la neutralité du Royaume, qui a permis au pays scandinave d'échapper aux deux guerre mondiales, et d'adopter un rôle de médiateur entre les deux blocs pendant la guerre froide. Malgré cette neutralité, la politique étrangère de la Suède est particulièrement active, caractérisée par des prises de positions fortes, et la promotion d'idéaux humanistes.
La Suède est membre des Nations unies depuis 1946, et intègre l'Union européenne en 1995 en même temps que l'Autriche et la Finlande, et en a assuré la présidence entre janvier et juin 2001, puis entre juillet et décembre 2009.
La ministre des Affaires étrangères est Ann Linde depuis le 10 septembre 2019. Ce poste a été occupé par plusieurs personnalités charismatiques, notamment Östen Undén (1945-1962), qui pose les bases de la politique étrangère de la Suède pendant la guerre froide, son successeur Torsten Nilsson (1962-1971), connu pour son opposition à la guerre du Viêt Nam, Sten Andersson (1985-1991), connu pour son soutien à la Palestine, et Margot Wallström (2014-2019), pionnière de la « diplomatie féministe ». L'ancien Premier ministre suédois Olof Palme (1969-1976 et 1982-1986) est lui aussi très actif sur la scène internationale contre la guerre du Viêt Nam, l'apartheid en Afrique du Sud et la prolifération nucléaire.
La Suède fait partie des rares pays d'Europe à disposer d'une ambassade en Corée du Nord, utilisée pour représenter les intérêts des États-Unis, du Canada, de l'Australie et des autres pays nordiques.

## Chronologie des relations

### Pendant les deux guerres mondiales

#### Pendant la première guerre mondiale et les années suivantes
Pendant la Première guerre mondiale, parmi les nations européennes, seuls les Pays-Bas, la Suisse, l'Espagne, le Danemark, la Norvège, la Suède, le Liechtenstein et Monaco demeurent officiellement neutres.
En 1921, le Premier ministre socialiste suédois Hjalmar Branting reçoit le prix Nobel de la paix pour son travail dans la Société des Nations.

#### Pendant la seconde guerre mondiale
La Suède reste neutre pendant la seconde guerre mondiale, mais fait plusieurs concession à l'Allemagne nazi pour éviter d'être attaquée. Ces concessions se sont caractérisées par un approvisionnement matériel limité, mais aussi l'application de lois raciales, comme l’interdiction des mariages « mixtes », entre juifs et aryens.
Néanmoins, cette coopération limitée avec le Troisième Reich est aussi utilisée par la Suède pour se poser en médiateur. En 1944, dans la perspective de la libération de Paris, le diplomate suédois Raoul Nordling, multiplie les contacts auprès des belligérants, notamment le Maréchal Pétain, le général Dietrich von Choltitz, et des acteurs gaullistes pour limiter les dégâts dans la ville et permettre des échanges de prisonniers.

### Pendant la guerre froide
Pendant la guerre froide, la Suède s'efforce de donner publiquement des gages de sa neutralité en menant une politique conciliante envers les deux blocs, mais aussi en se montrant particulièrement virulent dans ses critiques adressées aussi bien à Moscou qu'à Washington. Toutefois, la Suède mène aussi dans le plus grand secret une collaboration militaire avec les États-Unis et d'autres membres de l'OTAN.

### Depuis la fin duXXesiècle
Depuis la fin de la guerre froide, la Suède conserve une diplomatie active et une neutralité qui ne lui interdit pas quelques rares interventions militaires au Kosovo et en Afghanistan bien que la Suède reste non-membre de l'OTAN.
En 2018, Stockholm accueille une rencontre entre les belligérants de la guerre civile yéménite qui signent un traité de paix entériné par l'ONU.
La Suède est un pays pionnier de la diplomatie féministe, initiée par Margot Wallström, ministre des Affaires étrangères de 2014 à 2019.
En mai 2022, dans le contexte de l'invasion de l'Ukraine par la Russie, la Suède rompt officiellement sa politique de neutralité à l'égard de Moscou en déposant sa candisature pour intégrer l'OTAN.

## Relations avec l'Europe

### Relations avec la Norvège

#### Relations contemporaines
La Norvège et la Suède sont séparés par une frontière de 1 619 km. Bien que la Norvège ne fasse pas partie de l'Union européenne, les deux pays font partie de l'espace Schengen, les contrôles frontaliers ont été supprimés en mars 2001.
En avril 2023, le crash accidentel d'une fusée suédoise dans le nord de la Norvège crée un bref incident diplomatique entre les deux pays.

### Relations avec la Russie
La Suède et la Russie partagent une frontière maritime située en mer Baltique dans la baie de Gdańsk.

#### Pendant la guerre froide
Les relations suédo-soviétiques sont marquées après la guerre par l'extradition des Baltes. Après la capitulation de l'Allemagne, l'Union soviétique exige de Stockholm l'extradition de militaires baltes ayant combattu dans la Wehrmacht. La Suède décide de répondre favorablement à la demande soviétique, et 2 518 personnes, dont environ 150 réfugiés baltes sont extradées en décembre 1945 et janvier 1946. Reconnaissant envers la Suède pour sa coopération, Staline reçoit personnellement l'ambassadeur de Suède à Moscou Staffan Söderblom en juin 1946.
Toutefois, le dossier Raoul Wallenberg, « juste » suédois ayant sauvé plusieurs milliers de Juifs en Hongrie pendant la guerre avant de disparaître après son arrestation par les troupes russes en janvier 1945, est une source de tensions dans les relations suédo-soviétiques. Mais Moscou affirme ignorer le sort du Suédois, resté très incertain jusqu'à aujourd'hui.
Les relations entre la Suède et l’URSS se dégradent pendant la guerre de Corée, lors de laquelle la Suède soutient (en envoyant un hôpital de campagne) la coalition des Nations unies menée par les États-Unis contre la Corée du Nord, soutenue par les Soviétiques. En 1951 et 1952, les officiers Ernst Hilding Andersson et Fritiof Enbom sont arrêtés et condamnés pour espionnage en faveur de l'URSS.
En juin 1952, un DC-3 suédois, effectuant en secret une mission de surveillance en coordination avec Washington, disparaît au-dessus de la mer Baltique, suivi trois jours plus tard d'un hydravion suédois qui participait aux recherches. L'Union soviétique nie toute implication, avant de reconnaître en 1991 que ces appareils ont bien été abattus par l'aviation soviétique.
En 1953, la mort de Staline et la fin de la guerre de Corée permet à une détente entre les la Suède et l'Union soviétique. En juin 1954, le ministre des Affaires étrangères suédois Östen Undén visite l'URSS, tandis qu'en mai 1955 c'est au tour du vice-ministre des Affaires étrangères soviétique Andreï Gromyko de se rendre à Stockholm. En mars 1956, une délégation suédoise constituée par le Premier ministre suédois Tage Erlander, le ministre des Affaires étrangères Östen Undén et le ministre de l'Intérieur Gunnar Hedlund se rendent à Moscou, et rencontre Viatcheslav Molotov qui leur affirme que l'URSS attache « beaucoup d'importance à la neutralité de la Suède et à sa politique de non-alignement ». Le 19 juillet 1959, c'est au tour du chef d'État Nikita Khrouchtchev de se rendre en visite officielle en Suède.
Lorsque l'URSS envahit la Tchécoslovaquie en 1968, la Suède proteste et décrit l'occupation comme « une erreur politique tragique, et un crime contre les principes juridiques et moraux ».
Au début de l'année 1980 les relations suédo-soviétiques sont cordiales : le ministre suédois des Affaires étrangères Ola Ullsten se rend deux fois à Moscou dans les six premiers mois de l'année.
Le 18 septembre 1980, le mat d'un sous-marin est observé au large de Sandhamn dans l'archipel de Stockholm. Une grenade anti-sous-marine est larguée, sans résultat. L'événement confirme l'importance stratégique de la mer Baltique, mais cette intrusion ne sera jamais confirmée. Le matin du 28 octobre 1981, un sous-marin soviétique, le S-363, est découvert échoué sur la côte suédoise, à proximité de la base de Karlskrona. Côté soviétique, on affirme que l'intrusion est due à une erreur de navigation. Le ministre des Affaires étrangères suédois Ola Ullsten proteste avec véhémence.
À l'automne 1982, une course poursuite sous-marine dans le Horsfjärd, un bras de mer de l'archipel de Stockholm situé à proximité des bases de Märsgarn, Muskö et Berga, ne donne aucun résultat. Si Palme n'est pas convaincu de l'implication soviétique, Stockholm adresse une note de protestation.
En avril 1986, le Premier ministre suédois Ingvar Carlsson se rend à Moscou, suivi en janvier 1988 par la visite du Premier ministre Nikolaï Ryjkov à Stockholm. À cette occasion, les deux pays parviennent à un accord sur leurs frontières dans la mer Baltique, source de tensions depuis 1969.

#### Depuis la dislocation de l'Union soviétique
Les relations russo-suédoises se sont de nouveau tendues depuis les années 1990, alors que la Russie multiplie les incursions dans l'espace aérien et sous-marin suédois. Depuis l'annexion de la Crimée par la Russie en 2014, les ambitions expansionnistes russes inquiète la Suède, au point de liguer les partis d'opposition suédois pour demander au gouvernement de rejoindre l'OTAN. En mars 2017, celui-ci rétabli le service militaire obligatoire, et décide de déployer de manière permanente des troupes sur l'île de Gotland, son point le plus à l'est.
En février 2021, la Russie expulse des diplomates polonais, suédois et allemand en raison de tensions russe-européennes provoquées par l’emprisonnement de l'opposant russe Alexeï Navalny.
L'invasion russe de l'Ukraine entraîne une demande d'adhésion de la Suède à l'OTAN au lendemain de celle de la Finlande. L'OTAN réagit positivement à cette demande.

### Relations avec l'Union européenne
La Suède a adhéré à l'Union européenne en janvier 1995, mais le peuple suédois a refusé l'adoption de l'euro par référendum le 14 septembre 2003.
En 2019, le commerce intra-UE représente près des deux tiers des exportations de la Suède (Allemagne: 11 % et Danemark et Finlande: 7 % chacun), ses ex hors UE s'élevant à 11 % pour la Norvège et 7 % pour les États-Unis. 70 % des importations proviennent d’États membres de l’UE (dont Allemagne: 18 %, Pays-Bas: 9 % et Danemark: 7 %).
La Suède compte 21 députés au Parlement européen. .

#### Relations avec le Danemark
La Suède et le Danemark partagent une frontière maritime traversée par le pont de l’Øresund.

#### Relations avec la Finlande
La Suède et la Finlande partagent une frontière terrestre de 614 kilomètres.
Au cours de la Seconde Guerre mondiale, la Suède, pays neutre dans le conflit, soutient la Finlande en envoyant plus de 8 000 volontaires combattre contre les Soviétiques lors de la guerre d'Hiver. Après la guerre, la Suède eut une longueur d'avance de développement économique par rapport à la Finlande en raison notamment de sa neutralité dans la guerre. Depuis le milieu des années 1990, les inégalités entre la Finlande et la Suède sont toutefois redevenues équilibrées. En 2014, les deux pays ont annoncé un partenariat spécial de défense entre eux.

## Relations avec l'Amérique

### Relations avec les États-Unis

#### Pendant la guerre froide
Pendant la guerre froide, la Suède mène dans le plus grand secret une collaboration militaire avec les États-Unis et d'autres membres de l'OTAN. En 1960, les États-Unis stationnent des sous-marins armés de missiles à moyenne portée Polaris à proximité de la Suède, pouvant atteindre Moscou depuis un site protégé. Ce faisant, ils offrent à la Suède une garantie de protection unilatérale : en cas d'attaque soviétique, le royaume serait soutenu par Washington. Parallèlement, les États-Unis renforcent les forces aériennes suédoises, afin qu'elles puissent s'opposer à l'aviation soviétique dans la zone de stationnement des sous-marins américains.
L'attitude des États-Unis face à la neutralité suédoise ressort d'un document cadre préparé en 1962 par le département d'État américain, disant que les États-Unis seraient prêts à secourir la Suède en cas d'attaque soviétique contre ce pays. Dans l'hypothèse d'un conflit majeur en Europe, Washington espère que la Suède, si elle ne combat pas contre l'Union soviétique, conservera une neutralité. Enfin, en cas d'attaque soviétique contre la Finlande, les États-Unis estiment vraisemblable que la Suède reconsidère sa politique de non-alignement, ils l'encourageraient à rejoindre l'OTAN. Il ressort du même document que la politique de neutralité suédoise est considérée positivement par Washington, car le royaume scandinave sert de tampon face à l'expansionnisme soviétique.
Les relations entre les États-Unis et la Suède s'enveniment en 1968, lorsqu’Olof Palme, ministre de l'Éducation, prend part à une manifestation contre la guerre du Viêt Nam en février. Dans le discours prononcé à cette occasion, il déclare : « la démocratie au Viêt Nam est représentée de bien meilleure façon par le FNL que par les États-Unis ou par les dictateurs qui leur servent d'alliés ». Exaspérés, les États-Unis rappellent pendant un mois leur ambassadeur à Stockholm William Heath, qui avant son départ, exprime les protestations des États-Unis au sujet des déclarations de Palme, et de l'accueil par la Suède de déserteurs américains. Le premier ministre Tage Erlander et le ministre des Affaires étrangères Torsten Nilsson refusent de se démarquer des propos d’Olof Palme.
Les relations avec les États-Unis s'améliorent au début des années 1970. Nommé Docteur Honoris Causa du Kenyon College dans l'Ohio, Olof Palme profite de son séjour pour rencontrer le secrétaire d'État américain William P. Rogers à qui il promet de faire son possible pour obtenir des informations sur les prisonniers américains au Viêt Nam. La tension remonte en 1972 lorsque Palme, dans son discours de Noël, fait un parallèle entre les bombardements sur Hanoï et les camps de concentration. Les États-Unis déclarent qu'Yngve Möller, ambassadeur suédois à Washington, n'est pas le bienvenu.
Dans les années 1980, les relations entre la Suède et les États-Unis sont marquées par l'affaire Datasaab, une entreprise suédoise ayant vendu à l'Union soviétique un système informatique de contrôle aérien, incluant des circuits imprimés américains, dont les États-Unis refusent l'exportation. En mesure de rétorsion, les États-Unis refusent à la Suède l'achat de missiles AIM-9 Sidewinder et de réacteurs destinés aux avions Saab JAS 39 Gripen. L'affaire se poursuit jusqu'en 1984, lorsque le groupe Ericsson, qui a pris le contrôle de Datasaab, est condamné à payer aux États-Unis une amende de 32,5 millions de couronnes. L'État suédois en paie 10 millions, Saab Scania prend en charge les 22,5 millions restants.

#### Depuis la fin de la guerre froide
En sa qualité de puissance protectrice, la Suède a facilité la libération de l'Américain Otto Warmbier, arrêté à Pyongyang en 2016 et décédé après son retour aux États-Unis (Donald Trump a remercié la Suède).

### Relations avec le reste de l'Amérique

#### Relations avec la Canada
Le Canada et la Suède entretiennent des relations fortes et étroites, plus particulièrement depuis la création du Conseil arctique dont sont membres les deux pays. Les deux pays ont des positions et des engagements communs concernant le maintien de la paix, la réforme des Nations unies, les droits de l'homme ou la protection de l'environnement, bien que ce dernier point soit à nuancer depuis le retrait du Canada du protocole de Kyoto fin 2011. Les deux pays ont des engagements militaires communs sur certaines zones de conflits tels que l'Afghanistan ou le Soudan.
L'ambassade de Suède se trouve dans la capitale canadienne Ottawa, et la Suède possède 10 consulats se trouvant dans les villes de Calgary, Edmonton, Fredericton, Halifax, Montréal, Québec, Regina, Toronto, Vancouver et Winnipeg. Le Canada est, quant à lui, représenté en Suède par l'ambassade du Canada à Stockholm, et possède deux consulats situés dans les villes de Göteborg et Malmö.

## Relations avec l'Asie

### Relations avec l'Asie pacifique

#### Relations avec la Chine
5 % des importations de la Suède viennent de Chine. En octobre 2020, l’Autorité suédoise des télécoms décide de bannir l'opérateur chinois Huawei de son futur réseau télécoms 5G, craignant que Huawei ne donne aux autorités chinoises des outils de surveillance.

#### Relations avec la Corée du Nord
La Suède et la Corée du Nord entretiennent des relations diplomatiques depuis le début des années 1970, la Suède ayant ouvert son ambassade en Corée du Nord en 1975, un an après l'ouverture par Pyongyang de la sienne à Stockholm. L'ambassade suédoise en Corée du Nord représente les intérêts des États-Unis, du Canada, de l'Australie et des autres pays nordiques.
La Suède est en outre un membre historique de la « Commission de supervision des nations neutres en Corée », chargée de contrôler le respect de l'armistice de la guerre de Corée.
En 2001, alors que la Suède assure la présidence tournante de l'Union européenne, le Premier ministre suédois Göran Persson, à la tête d'une délégation de l'UE, se rend à Pyongyang où il est reçu par le dirigeant nord-coréen Kim Jong Il. Göran Persson, premier chef de gouvernement occidental à se rendre à Pyongyang, évoque avec son homologue la réconciliation coréenne et la dénucléarisation.
En mars 2018, la Ministre suédoise des Affaires étrangères Margot Wallström reçoit son homologue nord-coréen Ri Yong Ho pour évoquer la dénucléarisation de la Corée du Nord, le sommet entre Trump et Kim Jong Un à Singapour. Parallèlement, à Vancouver, la secrétaire d'État suédoise aux Affaires étrangères, Annika Söder, participé à une réunion sur la Corée du Nord avec les chefs des diplomaties canadienne et américaine.
La Suède et la Corée du Nord commercent avec des volumes peu importants : en 2017, la Suède a exportent pour 625.000 couronnes de marchandises vers la Corée du Nord et importe environ 779.000 couronnes de biens nord-coréens (machines, appareils, électroniques). La Suède est un des principaux pays pourvoyeurs d'aide humanitaire au pays, avec 23 millions de couronnes (2,3 millions d'euros) en 2017, via les Nations unies et la Croix-Rouge notamment.

#### Relations avec le Viêt Nam
Au début des années 1960, la Suède se montre très critique envers l'intervention militaire américaine au Viêt Nam, tout en tentant de se positionner en médiateur entre les États-Unis et le Nord-Viêt Nam. En 1967, le ministre suédois des Affaires étrangères Torsten Nilsson affirme lors d'un discours aux Nations unies : 

« Ce peuple courageux, qui depuis maintenant un quart de siècle subit les horreurs de la guerre, doit enfin pouvoir vivre dans la paix et la dignité, sans intervention étrangère. Tel est le rêve de tous les Vietnamiens, un rêve que nous comprenons tous parfaitement ». L'année suivante, le gouvernement suédois déclare, qu'il estime ne pas pouvoir « concilier [l’attitude américaine au Viêt Nam] avec les valeurs démocratiques qui sont les [siennes] »

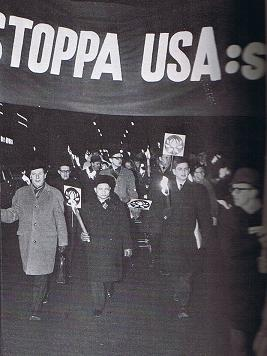
Olof Palme, en compagnie de l'ambassadeur nord-vietnamien à Moscou, Nhuyen Tho Chyan.

En février 1968, Olof Palme, alors ministre de l'Éducation, prend part à une manifestation contre la guerre du Viêt Nam, lors de laquelle il apparaît, sur une photo restée célèbre, aux côtés de l'ambassadeur nord-vietnamien à Moscou, Nhuyen Tho Chyan.
Au mois de janvier 1969, la Suède est le premier pays occidental à reconnaître le Nord-Viêt Nam, alors que la guerre ne prend fin qu'en 1975. En automne 1969, Torsten Nilsson annonce que la Suède s'apprête à mettre en place un programme de coopération à hauteur de 200 millions de couronnes en faveur d'Hanoï.
En décembre 1972, Olof Palme prononce un « discours de Noël » resté célèbre dans lequel il critique les bombardements américains sur Hanoï, qu'il compare à plusieurs massacres perpétrés notamment pendant la Seconde Guerre mondiale.

### Relations avec le Moyen-Orient

#### Relations avec l'Arabie saoudite
En 2005, un accord de coopération militaire est conclu entre Stockholm et Riyad. En vertu de celui-ci, l'Arabie saoudite achète en 2014 pour 37 millions d'euros d'armement suédois.
L'année suivante, la Suède décide de ne pas renouveler cet accord, après que l'Arabie saoudite ait empêché la ministre des affaires étrangères suédoise Margot Wallström, de prononcer un discours prévu lors d'une réunion de la Ligue arabe au Caire. Celle-ci, qui revendique une « politique étrangère féministe », avait irrité Riyad en dénonçant les « méthodes moyenâgeuses » de la justice saoudienne contre le blogueur Raif Badaoui, flagellé pour « insulte à l'islam ».

#### Relations avec Israël
Les relations diplomatiques entre la Suède et Israël, ont toujours été tourmentées, l'État hébreu reprochant au royaume scandinave ses prises de positions favorables à la Palestine, tandis que Stockholm dénonce régulièrement les violations des droits de l'homme, commises par Tel-Aviv.
Le 20 mars 1979, l'espion suédois Stig Bergling est arrêté en Israël et condamné le 7 décembre.
En octobre 2014, la Suède est le premier pays de l'Union européenne à reconnaître l'État de Palestine, à l'initiative de la chef de la diplomatie suédoise Margot Wallström. Quelques jours auparavant, dans la perspective de cette décision, le ministère des Affaires étrangères israélien convoque l'ambassadeur suédois Carl Magnus Wagner pour lui signifier le mécontentement du gouvernement israélien.

#### Relations avec l'Iran
En 2016, les relations irano-suédoises se détériorent en raison de l'arrestation en Iran, puis la condamnation à mort du médecin irano-suédois Ahmadreza Djalali, accusé d'espionnage au profit du Mossad. En novembre 2020, la ministre suédoise des Affaires étrangères Ann Linde s'entretient avec son homologue iranien Mohammad Javad Zarif, pour lui demander que l'annulation de l'exécution de Ahmadreza Djalali.
En 2022, c'est le procès d'un Iranien en Suède qui détériore de nouveau leurs relations bilatérales : un ancien responsable pénitentiaire iranien est condamné à Stockholm à perpétuité pour crime contre l'humanité en raison de son implication dans l'exécution d'un grand nombre de prisonniers. En réactions, le ministère iranien des affaires étrangères convoque l'ambassadeur de Suède à Téhéran.

#### Relations avec l'Irak
En juin 2018, Stockholm est la première destination desservie par la première compagnie aérienne kurde irakienne, « Fly Erbil ».

#### Relations avec la Turquie
En juillet 2017, des parlementaires suédois saisissent la justice de leur pays contre le président turc Recep Tayyip Erdogan qu'ils accusent de génocide en raison des opérations de l'armée turque dans les régions kurdes au sud-est de la Turquie depuis 2015. Trois mois plus tard, Stockholm convoque l'ambassadeur turc pour protester contre l'arrestation d'un de ses ressortissants en Turquie, tandis que Margot Wallström fait part de l'inquiétude des autorités suédoises quant à la situation en Turquie sur le plan de la démocratie, du respect des droits de l'homme et de l'État de droit.
Afin de faire adhérer la Suède à l'OTAN, le premier ministre Ulf Kristersson se rend en Turquie en novembre 2022 et accepte les conditions du président turc, Recep Tayyip Erdoğan — qui menaçait d'y opposer son veto —, portant sur l’extradition vers la Turquie de militants kurdes réfugiés en Suède. Le régime turc publie une liste de 45 personnes dont elle souhaite l’extradition depuis la Finlande et la Suède. En janvier 2023, Ulf Kristersson tempère toutefois ses chances d'obtempérer aux exigences turques, affirmant que la Turquie « veut des choses que nous ne pouvons et ne voulons pas lui donner ». Ces déclarations intervenaient quelques jours après le refus de la Cour Suprême suédoise d'extrader le journaliste rédacteur en chef de Today's Zaman Bülent Kenes, réclamé par Recep Tayyip Erdogan. De son côté, le chef de la diplomatie finlandaise Pekka Haavisto fait part de son soutien à son voisin suédois, déclarant que les deux pays entreraient en même temps dans l'OTAN : « La Finlande n'est pas si pressée de rentrer dans l'OTAN qu'on ne peut pas attendre que la Suède obtienne le feu vert ».

## Relations avec l'Afrique

### Relations avec le Maghreb

#### Relations avec l'Algérie
Le premier traité de paix entre les deux fut signé en 1729, et Carl Réftelieus est le premier consul à Alger. En 1959, la Suède appuie l’indépendance de l'Algérie en 1959, trois ans avant la fin de la guerre d'Algérie qui mène à l'indépendance du pays.

#### Relations avec le Maroc
Les relations entre la Suède et le Maroc connaissent de vives tensions à partir de septembre 2015, quand Stockholm étudie la possibilité de reconnaître l'indépendance de la République arabe sahraouie démocratique, territoire dont le Maroc revendique la souveraineté, mais la Suède renonce finalement à ce projet en janvier 2016.
En septembre 2016, le Maroc et la Suède normalisent leurs relations à l'occasion de Margot Wallström à Rabat, qui s’entretient avec son homologue marocain, Salaheddine Mezouar, et participe à une conférence, organisée par les autorités marocaines, sur le thème "Femmes, paix, sécurité et développement".

### Relation avec l'Afrique subsaharienne

#### Relations avec l'Afrique du Sud
À partir des années 1960 et jusqu'à la fin des années 1980, la diplomatie suédoise est l'une des plus critiques à l'égard du régime d’apartheid de l'Afrique du Sud.

#### Relations avec le Rwanda
La Suède fournit une part importante de l'aide au développement destinée au Rwanda.
En 2002, la Suède noue avec l'Université du Rwanda un programme d’accompagnement baptisé « UR-Suède », qui permet à celle-ci de former 67 docteurs et 302 diplômés de master entre 2002 et 2019. En août 2019, le gouvernement suédois débloque une aide de 35 millions de dollars afin de former 80 doctorants en cinq ans et développer de nouveaux programmes avec des établissements suédois.
En août 2012 toutefois, la Suède suspend une partie de son aide au Rwanda, accusé de soutenir les rebelles du M23 dans l'est de la république démocratique du Congo. L'année suivante, un Rwandais naturalisé Suédois est reconnu coupable d'avoir participé au génocide des Tutsi du Rwanda en 1994 et condamné à la prison à perpétuité en Suède

#### Relation avec le Mali
Le 9 août 2024, Le Mali ordonne à l'ambassadeur de Suède de quitter le pays dans les 72 heures, après que la Suède a annoncé que l'aide au développement au Mali serait suspendue en raison du soutien du Mali à la Russie.

## Une influence au service la résolution des conflits et la promotion d’idéaux

### La résolution des conflits
Le diplomate suédois Dag Hammarskjöld a occupé la fonction de secrétaire général des Nations unies durant deux mandats entre 1953 et 1961, mais décède brutalement avant la fin de son second mandat dans un accident aérien après un déplacement à Kinshasa (à l'époque appelée Léopoldville) où il intervenait comme médiateur dans la guerre de sécession du Katanga de la république démocratique du Congo.
En 1961, le ministre des Affaires étrangères Östen Undén lance au sein des Nations unies un projet de résolution, le nom de « plan Undén », axé sur la lutte contre la prolifération. Celui-ci est soutenu par l'Union soviétique, mais critiqué par les États-Unis. Il est finalement adopté par l'Assemblée générale des Nations unies le 30 novembre 1961 (résolution 1664).
L'Institut international de recherche sur la paix de Stockholm, est fondé le 6 mai 1966 pour célébrer cent cinquante ans de paix ininterrompue en Suède.
Dans les années 2000 et 2010, la Suède est l'un des principaux acteurs de rapprochement entre l'Europe et les États-Unis d'une part, et la Corée du Nord d'autre part.
En 2018, Stockholm accueille une rencontre entre les belligérants de la guerre civile yéménite qui signent un traité de paix entériné par l'ONU.
Au total, cinq citoyens suédois ont reçu un prix Nobel de la Paix, ce qui en fait le cinquième pays au monde ayant le reçu le plus de fois cette distinction à égalité avec l'Allemagne. Alfred Nobel, fondateur de cette récompense est lui-même suédois.

### La promotion d’idéaux et l'aide au développement

#### La diplomatie féministe
La diplomatie féministe est officiellement lancée en Suède, dans la foulée des législatives de septembre 2014 par le gouvernement Löfven (centre-gauche), le premier à atteindre la parité hommes-femmes dans l'histoire du pays. Il devient également le premier gouvernement au monde à adopter publiquement une « politique extérieure féministe ». La ministre suédoise des affaires étrangères Margot Wallström, personnalité clé de ce virage politique, a notamment exercé à l'ONU en tant que représentante spéciale sur les violences sexuelles dans les conflits auprès du secrétaire général Ban-Ki Moon. Sa politique féministe et « centrée sur le respect des droits humains [s'articule] autour des 3 “R” : Rights, Representation and Resources [les droits, la représentativité et les moyens] . »
Sur le terrain ou dans l'arène internationale, la diplomatie du pays scandinave actionne tous les leviers : émancipation économique, lutte contre les violences sexuelles, influence dans les processus de paix, participation politique.

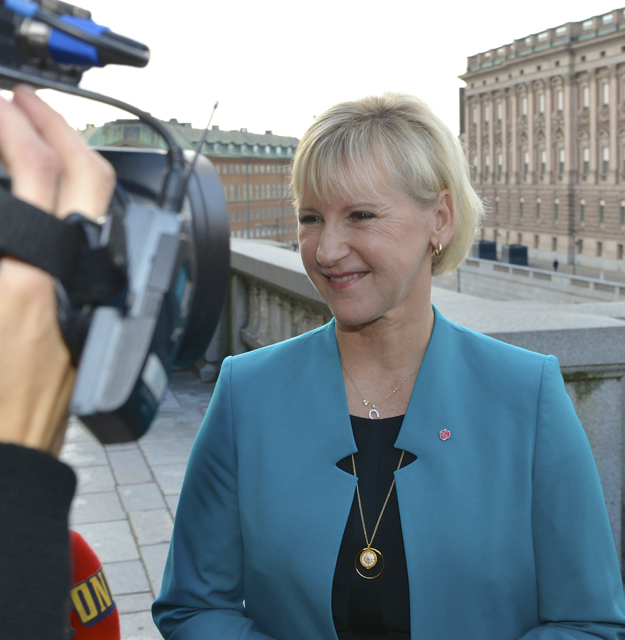
Margot Wallström, Ministre des Affaires étrangères de Suède entre 2014 et 2019

En février 2015, Margot Wallström dénonce dans un discours devant le parlement le traitement des femmes dans les pétromonarchies du Golfe, provoquant une suspension des relations diplomatiques entre la Suède et l'Arabie Saoudite.
Trois ans après les législatives de 2014, un rapport du ministère juge les succès « significatifs », bien que difficiles à mesurer. Le ministère cite son rôle d'information et de financement dans le combat contre les « normes de masculinité destructives » en république démocratique du Congo, ou l'inclusion des principes d'égalité hommes-femmes dans l'accord de paix signé en 2016 en Colombie.
En 2017, 40% des ambassadeurs suédois sont des ambassadrices, contre 10% seulement 20 ans plus tôt.
En août 2018, la Suède présente un « Manuel de diplomatie féministe » pour faire partager aux ONG et aux chancelleries du monde entier les leçons de sa politique étrangère articulée autour du droit des femmes. Ce livret d'une centaine de pages, accessible en anglais sur le site du gouvernement suédois, détaille ses principes et méthodes : assurer la parité hommes-femmes dans les conférences, investir les réseaux sociaux, mobiliser ressources humaines et financières, mettre les compétences en réseau.

#### L'aide au développement
En 2017, la Suède faisait partie des cinq seuls pays du monde (avec le Luxembourg, la Norvège, le Danemark et le Royaume Uni) à respecter les critères de l’ONU en matière d'aide publique au développement, qui demande aux pays donateurs d'y consacrer plus de 0,7 % de leur revenu national brut.